# Beka Burjanadze
Beka Burjanadze (in georgiano ბექა ბურჯანაძე?; Tbilisi, 3 gennaio 1994) è un cestista georgiano di formazione spagnola.

## Carriera
Con la Georgia ha disputato tre edizioni dei Campionati europei (2013, 2015, 2022).